# Zengfu
Zengfu (kinesiska: 增福) är en köping i sydvästra Kina. Den ligger i stadsdistriktet Fuling i storstadsområdet Chongqing, omkring 40 kilometer öster om det centrala stadsdistriktet Yuzhong. Antalet invånare är 15 527. Befolkningen består av 7 445 kvinnor och 8 082 män. Barn under 15 år utgör 14,0 %, vuxna 15-64 år 69 %, och äldre över 65 år 16,0 %.